# Клан Локхарт

Гребінь клану Локхарт.

Герб вождів клану Локхарт.

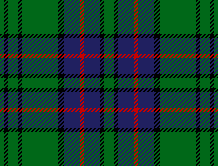
Тартан клану Локгарт.

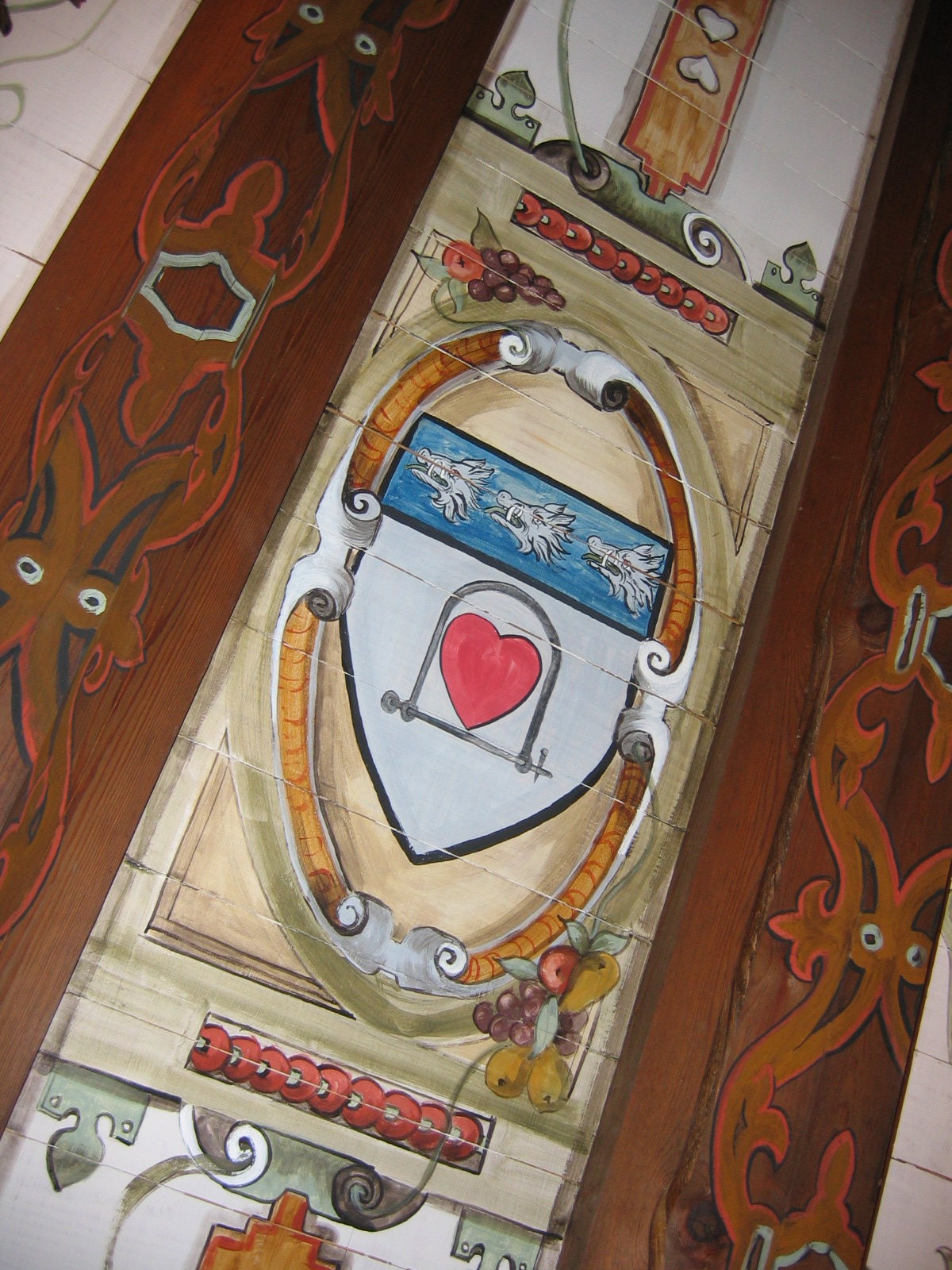
Зображення герба вождів клану Локгарт на стінах вежі замку Голлбар — частині замку Лі, південний Ланаркшир.

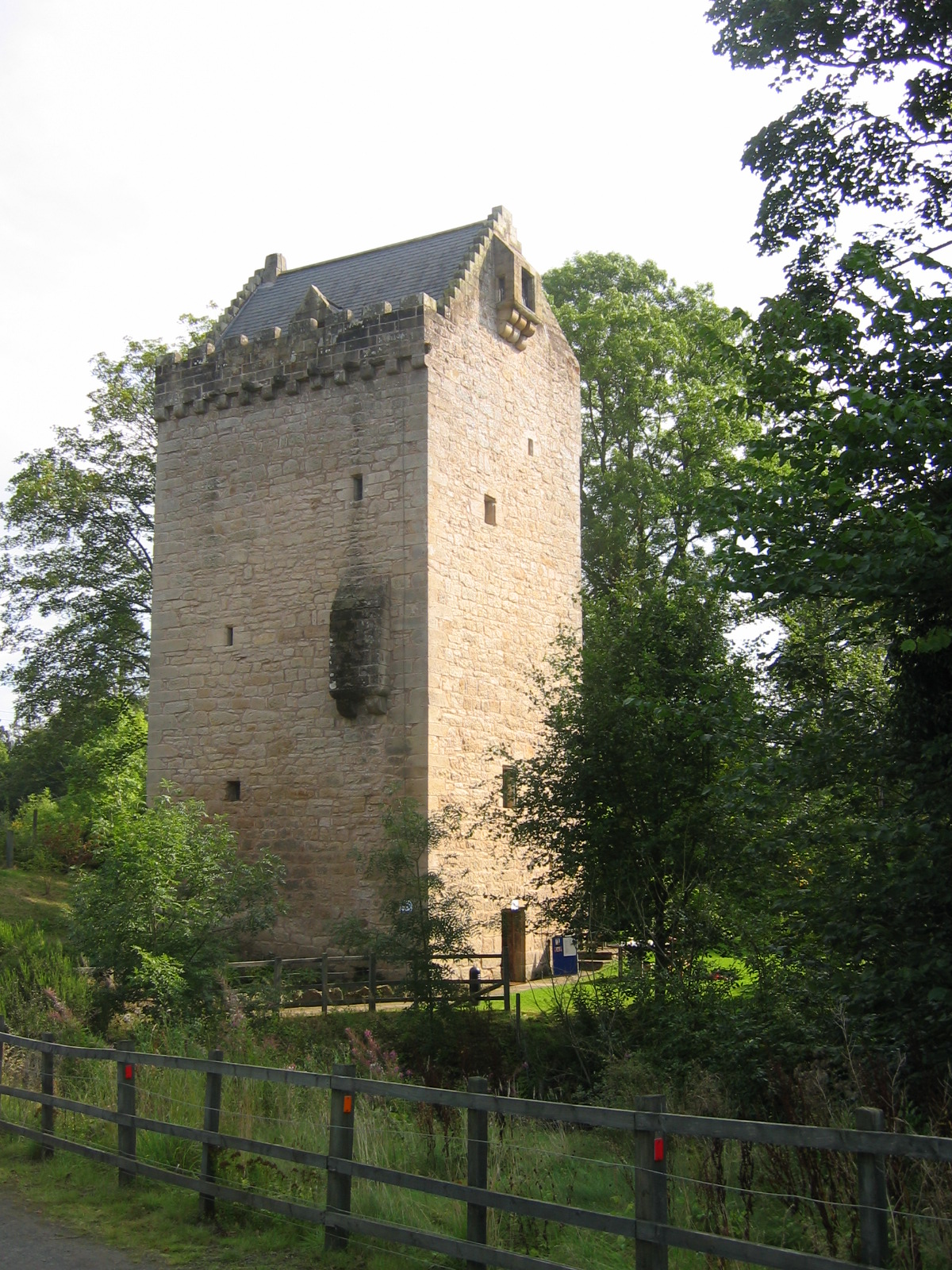
Вежа Голлбар, збудована в 1681 році.

Клан Локгарт (шотл. Clan Lockhart) - один з кланів рівнинної частини Шотландії — Лоуленду.
Гасло клану: Corda Serrata Pando — Я відкриваю зачинені серця (лат.)
Землі клану: Ланаркшир
Вождь клану: Ангус Г'ю Локгарт Лі (шотл. Angus Hew Lockhart Lee)
Резиденція вождя клану: Замок Лі (шотл. Lee Castle)

## Історія клану Локгарт

### Походження клану Локгарт
У давні часи в Шотландії назва клану писалась як Locard або Lokart. Предки вождів клану Локгарт були англо-саксонського походження. Вони прийшли в Шотландію з Англії, коли норманський король Вільгельм Завойовник вигнав їх з родових земель. У XII столітті клан Локгарт володів землями біля Пенриту, потім в Аннадейлі. Судячи по всьому місто Локербі в Аннадейлі було назване на честь клану Локгарт. Люди клану Локгарт жили в Ейрширі та Ланаркширі більше 700 років.
Збереглися документи, що датуються 1323 роком в яких говориться, що сер Саймон Локард платив щорічну орендну плату в розмірі 10 фунтів стерлінгів щорічно за користування землями Лі, Картланд, Південного Ланаркширу. Дід сера Саймона - Стівен Локард заснував місто Стівенсон в Ейрширі. Його син - теж Саймон - володів землями в Ейрширі і заснував місто Саймон-таун, що існує і донині і називається Сімінтон.

### XIV століття - війна за незалежність Шотландії
Сер Саймон Локард - II лорд Лі став відомим під час війни за незалежність Шотландії. Він бився за свободу Шотландії  пліч-о-пліч короля Роберта Брюса і був посвячений ним у лицарі за вірну службу. Сер Саймон Локхард супроводжував Доброго сера Джеймса Дугласа, коли він, виконуючи заповіт короля Роберта І Брюса, відправився в Палестину поховати на Святій Землі серце короля. Саймону Локгарту було довірено бути Хранителем Ключа скриньки, в якій зберігалося серце короля. Цікаво, що назва клану перекладається як «Зачинене Серце». Після того, як в Іспанії загін лицарів-прочан був знищений маврами, сер Саймон Локхард вцілів, знайшов скриньку з серцем короля і повернув її в Шотландію. Ця подія відображена на гербі вождів клану і відображається в гаслі клану.
Під час хрестових походів XIV століття вождь клану Локгарт привіз з походу дорогоцінну реліквію, що ввійшла в історію як «Лі Пенні» (шотл. - Lee Penny). Сер Саймон Локгарт захопив в полон під час бою еміра маврів і отримав за нього викуп. Частину цього викупу становив амулет - камінь з цілющими властивостями. Мати полоненого еміра повідомила Саймону Локгарту, що амулет лікує від низки невиліковних хвороб людини і тварин. З цього амулета зробили монету вартістю 4 пенні в часи правління короля Едварда IV. Лі Пенні зберігається у золотій табакерці, що була колись подарована імператрицею Марією-Терезою генералу Джеймсу Локгарту, що був у неї на службі у 1789 році.
Цей амулет був дуже популярний в Англії та Шотландії, було записано багато випадків, коли амулет допомагав і здійснював чудо. Церква спочатку насторожено поставилась до цього амулета і забороняла його використання. Заборона була знята королем Англії та Шотландії Карлом І для громадян Ньюкасла під час епідемії чуми. Двічі за амулет платили величезні на той час суми - 1000 та 6000 фунтів стерлінгів. Амулет і далі був дуже популярним у XIX столітті. Вальтер Скотт у 1825 році написав про цей амулет роман «Талісман».

### XV - XVII століття
У 1547 році Алан Локгарт Лі був вбитий під час битви під Пінкі Клев. Сер Джеймс Локхорт Лі, що народився в 1594 році був призначений королем Англії та Шотландії Карлом І джентльменом Таємної ради і був посвячений ним в лицарі. Потім він отримав посаду судді Верховного суду, отримав титул лорда Лі.
Під час громадянської війни на Британських островах клан Локгарт підтримав роялістів, вождь клану Локгарт був ревним прибічником короля і потрапив в полон під час битви під Аліх у 1651 році. Його син - сер Вільям Локгарт прославився як відважний воїн, він брав участь у битві під Вустером в лавах армії роялістів у 1651 році. Але пізніше він поммирився з Олівером Кромвелем і одружився з його племінницею. У результаті цього після реставрації монархії у 1660 році він був не в фаворі в королів з династії Стюартів. Він переїхав до Франції, пропонував свої послуги кардиналу Мазаріні, висувався на посаду марішаля Франції.
Сер Джордж Локгарт (1630 - 1689) був другим сином сера Джеймса Локгарта. Він отримав титули лорд Лі, лорд-суддя і став одним з найвідоміших адвокатів в Единбурзі. 
Він став лорд-суддею та головою суду в 1685 і був представником від Ланаркширу як англійського так і шотландського парламентів. Його висвятили в лицарі в 1663 році. Маєтки Карнует і Драйден він придбав у 1681 році. Він був убитий у Великодню неділю 1689 року по дорозі додому з церкви незадоволеним позивачем на ім’я Чіслі Керсвелл Дарлі.

### XVIII століття - повстання якобітів
Джордж Локгарт - II лорд Карнует (1673 - 1731) був ревним якобітом, приєднався до повстання якобітів у 1715 році. Він був одним з уповноважених щодо договору про союз Англії та Шотландії і виступив проти цього договору. Він був одним з перших землевласників в Шотландії, що почали вести сільське господарство на абсолютно нових засадах - використовуючи агротехніку і науковий підхід до сільського господарства. Він одружився з Євфимією Монтгомері - дочкою IX графа Еглінтон. Вони мали чотирнадцять дітей. Він помер після смертельного поранення на дуелі.
Джеймс Локхарт успадкував маєтки вождя клану у в 1777 році і пішов служити королям та імператорам на континент. Отримав орден з рук імператриці Австрії Марії-Терези та звання генерала.

## Замки клану Локгарт
Резиденцією вождя клану Локгарт був замок Лі під Ланарком. Але потім вожді клану Локгарт втрати право власності над цим замком. Але як і в давні часи клан Локгарт володіє землями в Корнуеті.